# كاد ممدي
 كاد ممدي  بفتح الكاف وسكون الدال، ثم الميم والتشديد،
قرية زراعية عامرة ملاصقة لبادية كوخرد الجنوبية، تابعة لناحية كوخرد ( بالفارسية: بخش كوخرد ) من توابع مدينة بستك في محافظة هرمزگان في جنوب إيران. منطقة زراعية تقع شرق وادي كنخور(1) الشهير، في سهل تراروا. 

## حدود كاد ممدي
من الشمال: نهر مهران، ومن الجنوب هضبة تراروا، ومن الغرب وادي كنخور، ومن الشرق تنتهي بــ تراروا.

## المزارع والبساتين
بها مزارع النخيل وآبار عذبة، ، بها بركتان لحفظ مياه الأمطار، وآبار الارتوازية قديمة، وبيوت قديمة مبنية من الطين والمدر(2) والمسلح بالتبن، وأراضي شاسعة البر والشعير. وقد أجريت إليها المياه من هضبة كادممدي بواسطة الممرات الاصطناعية.
من منتجاتها التمر، الشعير، والبر.
- يقول الشاعر «راستي» في هذه الأبيات الجميلة بالفارسية :

- ويصف محمد محمديان المنطقة في هذه الأبيات قائلاً :

- كنخور:  موضع في بادية كوخرد، وهو وادٍ سحيق فيه نخل. وكنخور: كلمة فارسية معناها:(حفر الخندق).
- اَلمَــدَر : قطع الطين اليابس، أو التراب المتلبد، يسمى بالعامية « كُـلام» بضم الكاف.

## موقع القرية على خارطة غوغل ماب
- موقع قرية كاد ممدي على: Google Maps

## وصلات خارجية
- الادارية لمحافظة هرمزگان
- الادارية لمحافظة هرمزگان (بلده كوخرد)